# 新华农场 (台安县)
新华农场是位于中国辽宁省鞍山市台安县一个类似乡级单位。

## 行政区划
下辖以下地区：
城子村、头台子村和新华村。